# Bruno Zevi
Bruno Zevi (n. 22 ianuarie 1918, Roma, Regatul Italiei – d. 9 ianuarie 2000, Roma, Italia) a fost un arhitect, istoric, critic de artă, publicist și politician italian.

## Biografie
Bruno Zevi s-a născut la Roma. El a fost al treilea copil in familia lui Guido Zevi (1883-1975) și Ada Bondi (1891-1946), fiica unui negustor bogat. În perioada copilăriei, Zevi a fost influențat de cultura și tradițiile evreiești, datorită originilor sale. Tatăl său, Guido Zevi, a fost un important inginer civil, care a avut un rol esențial în dezvoltarea orașului Roma. În calitate de vicepreședinte al Uniunii Comunităților Evreiești Italiene în perioada 1933-1940, el a luptat împotriva discriminării rasiale și a promovat drepturile evreilor în Italia. În plus, Guido Zevi a colaborat cu celebrul arhitect Armando Brasini la construcția clădirii Companiei Naționale de Asigurări (1926-1933) și a participat la elaborarea planului urbanistic al orașului Roma în 1930. Aceste experiențe și influențe au jucat un rol important în viața și cariera ulterioară a fiului său, Bruno Zevi, care a devenit un arhitect și critic de artă de succes în Italia. 
Bruno Zevi a studiat la Liceul Clasic Tasso (Liceo Tasso), unde colegii săi au fost Paolo Alatri și Mario Alicata. În 1934, el a participat la întâlnirile Circolo giovanile di cultura moderna (Clubul de Tineret pentru Cultura Nouă) fondat de Mario Alicata. În această perioadă, și-a manifestat o înclinație către artă și arhitectură, publicând o serie de articole în almanahul studențesc Rivista della Giovinezza (Revista Tineretului), condusă de Vittorio Mussolini. După absolvirea liceului în 1936, Bruno Zevi a intrat la Facultatea de Arhitectură a Universității din Roma.
Anul următor, împreună cu Alicata și Paolo Alatri, Zevi a participat la "Littoriali" din Napoli și s-a alăturat Gruppi Universitari Fascisti (Grupurile Universitare Fasciste; GUF). În 1938, Zevi a participat la Agonali interprovinciali della cultura e dell'arte (Concursurile Interregionale pentru Cultură și Artă) și a câștigat Prelittoriali din Roma la categoria Critică Literară și Artistică. În același an, el a fost distins cu medalia de bronz a Fundației Mario Palanti, numită după Benito Mussolini, ca cel mai bun student al Facultății de Arhitectură. 
Legislația anti-evreiască din 1938 i-a luat prin surprindere pe cei care, precum familia Zevi, nu au exprimat public dezacordul față de regimul fascist. Tânărul Bruno a decis să părăsească Italia: în martie 1939 a plecat în Elveția și de acolo s-a mutat în Londra, Anglia.
În ianuarie 1940 se afla la Paris. Războiul mondial l-a forțat pe Zevi să se mute în Statele Unite. După o scurtă oprire la Roma la 21 februarie, el a plecat cu vaporul din Napoli pentru America. În octombrie același an, s-a înrolat în armata americană. În momentul în care părinții și surorile sale au părăsit Roma pentru Palestina evreiască, Bruno Zevi s-a căsătorit cu Tullia Calabi (1919-2011) la 26 decembrie 1940 în New York City. Tullia a facilitat integrarea timpurie a lui Zevi în comunitatea profesională americană. Tatăl ei, Giuseppe Calabi, a fost un avocat cunoscut și un susținător al drepturilor imigranților italieni din New York.
În New York, Zevi a vizitat adesea casa lui Lionello Venturi și s-a înscris la Școala de Arhitectură a Universității Columbia și, în iulie, la un curs de vară la Departamentul de Arhitectură al Harvard Graduate School of Design (GSD). Zevi a absolvit universitatea, unde a studiat sub îndrumarea lui Walter Gropius. În timpul șederii sale în SUA, el a fost introdus în opera lui Frank Lloyd Wright, s-a interesat de ideile de "arhitectură organică" și a devenit un promotor activ al acestora. Această perioadă petrecută în SUA a avut un impact semnificativ asupra carierei sale de arhitect și teoretician. Zevi a dezvoltat o abordare critică și inovatoare a arhitecturii, promovând ideea că arhitectura trebuie să fie în primul rând o expresie a valorilor umane și sociale, nu doar o chestiune de estetică. Această abordare a influențat mai târziu mișcările arhitecturale din Europa și America.

## Cariera politică
În Boston, Bruno Zevi și soția sa au devenit activi politic în lupta împotriva ideologiei naziste. Din ianuarie 1941, Zevi a colaborat la o serie de programe politice destinate ascultătorilor europeni la World Radio University (WRUL). În același an, împreună cu alți studenți de la GSD (Harvard Graduate School of Design), a publicat un pamflet intitulat "Opinia despre arhitectură", în sprijinul lui Walter Gropius, directorul GSD, împotriva conservatorilor universitari; într-un mic pamflet, Zevi și colegii săi au declarat: "Arhitectura modernă luptă împotriva fascismului". Din septembrie 1941 până în aprilie următorul, Zevi a lucrat la Stone & Webster Engineering Corporation din Boston, unde a colaborat și un fost coleg de clasă de la Harvard și viitor arhitect celebru, Ieoh Ming Pei.
În februarie 1942, Bruno Zevi a primit diploma de licență în arhitectură de la Harvard sub îndrumarea lui Gropius. Din aprilie 1942, Zevi a participat la activitățile Societății Mazzini, principala organizație anti-fascistă din America de Nord. Societatea a fost fondată în tradiția Risorgimento de către imigranți italieni la sfârșitul anilor '30 și poartă numele lui Giuseppe Mazzini, o figură importantă în unificarea Italiei în mijlocul secolului al XIX-lea, care a lucrat în exil. 
Bruno Zevi împreună cu Aldo Garoshi au fondat și au condus revista "Quaderni italiani" (Caiete italiene) mai întâi în Boston și apoi în New York (între 1942-1944 au fost publicate patru numere). În vara anului 1942, Zevi s-a mutat în New York și la sfârșitul aceluiași an și-a continuat activitatea antifascistă în cadrul Companiei Naționale de Radiodifuziune (NBC): din noiembrie 1942 până în iunie 1943 a realizat treizeci și cinci de emisiuni radio. La 21 iunie 1943, Zevi și-a întocmit testamentul și la 30 martie, pe nava militară "Queen Mary", s-a îndreptat spre Londra pentru a sprijini eforturile aliaților în Europa împotriva fascismului. Zevi a lucrat la un post de radio subteran numit "Justiție și Libertate", închis de guvernul britanic din cauza poziției sale antimonarhice.
După aproape patru ani și jumătate de exil, Bruno Zevi s-a întors în sfârșit la Roma, orașul său natal, la 30 iulie 1944 și s-a mutat în casa tatălui său de pe Via Nomentana. La întoarcerea sa, Zevi a fost printre organizatorii revistei (culegerei de presă internațională) "Il Mese". De asemenea, a colaborat la revista "Victoria" și la săptămânalul "Nuovo Mondo". Aceste inițiative l-au implicat pe Zevi în așa-numitul "război cultural rece", care a caracterizat confruntarea dintre SUA și URSS în eforturile lor de a câștiga autoritatea în rândul elitei intelectuale europene, cu câțiva ani înainte de începutul propriu-zis al războiului rece.
În martie 1945, la Roma, a fost fondată Școala de Arhitectură Organică (Scuola di architettura organica), care s-a unit în iulie cu Asociația pentru Arhitectura Organică (Associazione per l'architettura organica, APAO).  Școala a apărut ca o alternativă reală la Facultatea de Arhitectură de la Universitatea din Roma. În anul următor, Zevi, în contact cu comunitatea academică anglo-americană, a fondat revista Metron. Între noiembrie 1945 și martie 1946, Zevi s-a întors pentru scurt timp în America. În New York s-a întâlnit cu istorici, critici, arhitecți și pentru prima dată cu F. L. Wright. Figura sa devenea din ce în ce mai vizibilă și recunoscută ca lider al unei alianțe intelectuale între Italia și Statele Unite. În august 1947, Zevi a fost unul dintre fondatorii Comitetului pentru Schimb Cultural între Italia și Statele Unite, promovat de Institutul Național pentru Relații Culturale cu Țările Străine. Zevi a ținut seminarii despre istoria arhitecturii la capitolul roman al Academiei Americane, pe care ulterior a condus-o între 1955 și 1959.
În 1951, Bruno Zevi a fost numit Secretar General al Institutului Național de Planificare Urbană (INU) din Italia, ocupând această poziție până în 1969. Din 1954, a fost responsabil cu coloana de "arhitectură" în cadrul săptămânalului "Cronache" și a colaborat cu revista "Architettura, Cronaca e Storia" (1955-2000). Numele acestei reviste a fost inspirat de colecția condusă de Marcello Piacentini, un arhitect controversat care a colaborat cu dictatura fascistă, fiind considerat de unii "o figură ce trebuie ștearsă din memoria italienilor". În 1955, Zevi a înființat revista lunară L'architettura (Arhitectura) și apoi, împreună cu Lina Bo Bardi, săptămânalul La Cultura della Vita. În 1963, la trei ani după moartea lui Piacentini, Zevi a fost în cele din urmă numit șef al Departamentului de Istoria Arhitecturii la Universitatea din Roma. Cu toate acestea, Zevi nu a renunțat la activismul politic. În 1946, a candidat împreună cu Mario Ridolfi și Ugo Vallecchi în alegerile locale din Roma pe lista "Academiei Asia-Pacific de Oftalmologie" (APAO). În 1953, a participat la campania electorală a Unității Populare, luând parte la o serie de adunări publice în Roma, Bologna, Trento și Veneția. Între 1966 și 1976, Zevi a fost președinte al Consiliului Comunității Evreiești din Roma. În 1966, a participat la fuziunea dintre Partidul Socialist Italian (PSI) și Partidul Social-Democrat Italian, care a dus la formarea Partidului Socialist Unit. În 1987, a fost ales membru al parlamentului pentru Partidul Radical, devenind președinte al partidului în anul următor și, mai târziu, președinte de onoare al partidului (1988-1999). În 1998, Bruno Zevi a fondat Partidul Acțiunea Socialistă Liberală.
El a fost unul dintre fondatorii Institutului Național de Arhitectură și a fost membru al Accademiei Nazionale di San Luca. În 1979, a fost ales președinte de onoare al Comitetului Internațional de Critici Arhitecturali (CICA). După protestele din 1968, Zevi și-a exprimat frustrarea față de lipsa de reforme sociale și degradarea culturală continuă la universitate, motiv pentru care și-a dat demisia din posturile academice în 1979. Bruno Zevi a murit brusc la vârsta de nouăzeci și unu de ani, pe 9 ianuarie 2000, în casa sa de pe Via Nomentana din Roma. Pe 28 septembrie 2002, Fundația Bruno Zevi a fost deschisă pe Via Nomentana 150 pentru a promova arhitectura și cultura în Italia și în întreaga lume.

## Contribuția la istoria și teoria arhitecturii
Între 1943 și 1944, Zevi a lucrat la textul unei studii în două volume despre arhitectura modernă. A semnat un contract cu editura londoneză Faber & Faber pentru a publica o traducere în limba engleză a lucrării Verso un'architettura organica (Către o arhitectură organică, 1945; traducerea în limba engleză a apărut în 1950). În această ediție, figura lui Frank Lloyd Wright a devenit un simbol al arhitecturii organice, care "în peisajul italian postbelic a devenit o metaforă pentru o democrație reînviată".
În 1948, Bruno Zevi a început să predea istoria arhitecturii la Universitatea de Arhitectură din Veneția (IUAV). În același an, a publicat cea mai faimoasă carte a sa: Saper vedere l'architettura (Să știi să vezi arhitectura). Este un eseu istoric și critic despre interpretarea spațială a artei arhitecturii. În 1950 a fost publicată Istoria arhitecturii moderne (Storia dell'architettura moderna). "Limba modernă a arhitecturii" (The Modern Language of Architecture) este una dintre cele mai semnificative publicații ale lui Zevi, care a avut un impact major asupra arhitecturii moderne. În această carte, el a expus cele șapte principii sau "anti-reguli" ale limbajului arhitecturii create de Le Corbusier, Gropius, Mies van der Rohe și Wright. În locul limbajului clasic al școlii Beaux-Arts, cu accentul pe principiile abstracte ale ordinii, proporțiilor ideale și simetriei, Bruno Zevi a prezentat un sistem alternativ, caracterizat de o interpretare liberă a conținutului și formei, accentuând relațiile de disonanță, dinamica și interacțiunea independentă a elementelor. Principala criteriu de evaluare a arhitecturii este "criteriul spațiului" (Saper vedere l'architettura). Prerogativa arhitecturii moderne, conform lui Zevi, este o combinație organică de inžinerie și estetică, conceptul de spații de locuit funcționale cu încorporarea naturală a clădirilor în mediul natural. Anticipând inovațiile arhitecturii postmoderne, Zevi a argumentat puternic pentru complexitate și împotriva unității și uniformității, pentru un "dialog decompunător între arhitectură și istoriografie", o căutare a elementelor limbajului modern de-a lungul istoriei arhitecturii și inovație constantă. Aceste idei au influențat profund evoluția arhitecturii moderne și au deschis calea către noi forme și concepte arhitecturale.
Bruno Zevi a participat la Simpozionul Internațional de Arhitectură "Omul și Spațiul" (Mensch und Raum) organizat de Universitatea Tehnică din Viena (Technische Universität, Wien) în 1984, la care au luat parte și Justus Dahinden, Ernst Giesel, Jorge Glusberg, Otto Kapfinger, Otto Frey, Jonel Schein, Dennis Sharp, Paolo Soleri și Pierre Vago.
Critica neînduplecată a lui Zevi față de orice tendință retrospetivă a arhitecturii moderne către clasicism a fost atât de puternică încât a criticat chiar și acei arhitecți pe care îi admira în mod normal: "Când Gropius, Mies și Aalto au construit [clădiri simetrice], a fost un act de capitulare. Lipsa unui cod modern i-a slăbit și i-a împins înapoi în sânul cunoscut al clasicismului."[12]
În 1973, Bruno Zevi și-a exprimat ideile sub forma unui set de invarianți, o carte de coduri anti-clasice, în care a încercat să definească limbajul noii arhitecturi ca fiind un limbaj de deconstrucție, asimetrie și disonanță, pe care l-a promovat prin jurnalul său L'architettura, cronache e storia. Această concepție inovatoare a arhitecturii moderne îl prezintă pe Bruno Zevi ca un teoretician al tuturor curentelor inovatoare ale modernismului, de la Alvar Aalto în anii '30 și până la Daniel Libeskind în anii '90.

## Proiectele arhitecturale ale lui Bruno Zevi
- 1940-1941 Școala Brown & Nichols, Cambridge, Anglia
- 1948 Villa Aurelia, Roma
- 1947-1949 Palazzina in Via Monti Parioli 15, Roma
- 1949-1951 Palazzina in via Pisanelli 1, Roma
- [1950]-1956 Plan general urbanistic, Municipiul Perugia
- 1954 Proiect pentru noua stație centrală din Napoli
- 1958 Ina-casa. Stația de contractare Salerno Iacp, cartierul Pastena
- [1959] Reconstructia Podului Garibaldi din Roma
- 1963 Biblioteca publică "Luigi Einaudi", Dogliani (CN), Bruno Zevi și Studio A/Z
- 1965 Biblioteca publică "Nino Colombo", Beinasco (TO), Bruno Zevi
- 1967 Pavilionul italian pentru Expoziția Universală de la Montréal (Canada)
- 1967-1970 Axul echipat, Roma, Bruno Zevi și Studio Asse
- 1978 Municipiul Benevento. Planul de execuție detaliat (Ppe)
- 1984-1989 Municipiul Florența. Plan detaliat al zonei Fiat din Novoli
- 1986-1999 Regiunea Lazio. Plan teritorial de peisaj nr. 13
- s. d. Palatul de Justiție din orașul Melfi (PZ)
- s. d. Monumentul emigrantului în Israel.

## Principalele publicații
- Către o arhitectură organică (Verso un'architettura organica). 1945
- Arhitecți ai mișcării moderne (Architetti del movimento modern). 1947
- Erik Gunnar Asplund. 1948
- Să știm să vedem arhitectura (Saper vedere l'architettura). 1948
- Istoria arhitecturii moderne (Storia dell'architettura moderna). 1950
- Arhitectură și istoriografie (Architettura e storiografia). 1950
- Poetica arhitecturii neoplastice (Poetica dell'architettura neoplastica). 1953
- Richard Neutra, Richard Neutra. 1954
- Arhitectura într-o coajă de nucă (Architettura in nuce). 1960
- Biagio Rossetti architetto Ferrarese, Ferrara architect. 1960
- Michelangelo arhitectul (Michelangiolo architetto). 1964
- Erich Mendelsohn. 1970
- Limbajul modern al arhitecturii (linguaggio moderno dell'architettura). 1973
- Iudaismul și arhitectura (Ebraismo e architettura). 1993
- Zevi sau Zevi: Arhitectura ca profeție (Zevi su Zevi: architettura come profezia). 1993
- Limbajele arhitecturii (Linguaggi dell'architettura). 1993
- Istoria și contraistoria arhitecturii din Italia (Storia e controstoria dell'architettura in Italia). 1997